# Live in Fredericton
Live in Fredericton es un EP en directo de Leonard Cohen, grabado en el primer concierto de su gira mundial de 2008 y lanzado en 2012.

## Lista de canciones
| N.º | Título                        | Duración |  |
| 1.  | «Dance Me to the End of Love» | 6:07     |  |
| 2.  | «In My Secret Life»           | 5:02     |  |
| 3.  | «Heart With No Companion»     | 5:03     |  |
| 4.  | «Bird On The Wire»            | 6:29     |  |
| 5.  | «Who By Fire»                 | 6:32     |  |